# Alfredo Oriani
Pour le navire, voir Alfredo Oriani (destroyer).
Alfredo Oriani, né à Faenza en 1852 et mort à Casola Valsenio en 1909, est un écrivain italien. 
Benjamin Crémieux l'a défini comme « le seul écrivain politique dont l’influence ait été en Italie vraiment vivificante »

## Biographie
Auteur de romans, où son obsession de la mort est sensible (L'Ennemi, 1894 ; Jalousie, 1894 ; Défaite, 1896), Alfredo Oriani écrivit encore deux autres œuvres de fiction, Tourbillon (1899) et Holocauste (1902), ainsi qu'un essai politique important, salué par Benedetto Croce, La Révolte idéale (1908). Antonio Gramsci y verra l'« unique tentative un peu sérieuse de nationaliser les masses populaires, c'est-à-dire de créer un mouvement démocratique aux racines et aux exigences italiennes ». Les nationalistes préfascistes, Mussolini compris, s'en inspireront, au point qu'un journal fasciste influent en reprendra le titre, La Rivolta ideale. En 1928 l’Éditeur Capelli de Bologne a publié L’Opera Omnia d'Oriani en 28 volumes, et Mussolini, fervent admirateur du grand penseur méconnu, a voulu placer l’entreprise sous ses auspices. En 1940, un grand nombre de ses livres furent interdits par l'Église catholique.[pourquoi ?]

## Œuvres
- Memorie inutili (1876)
- Al di là (1877)
- Monotonie - versi di Ottone de Banzole (1878)
- Gramigne (1879)
- No (1881)
- Quartetto (1883)
- Matrimonio (1886)
- Fino a Dogali (1889)
- La lotta politica in Italia (1892)
- Il nemico (1894)
- Gelosia (1894)
- La disfatta (1896)
- Vortice (1899)
- Olocausto (1902)
- La Bicicletta (1902)
- Oro incenso e mirra (1904)
- La rivolta ideale (1908)